# Генрих Латвийский
Ге́нрих Латви́йский (также Генрих Леттский; лат. Henricus de Lettis, нем. Heinrich von Lettland; также Генрих Латыш и Индрикис Латышский, латыш. Latviešu Indriķis; родился не ранее 1187 недалеко от Магдебурга, умер после 1259) — немецкий католический священнослужитель и летописец, автор «Хроники Ливонии».

## Биография
Этническая принадлежность Генриха необоснованно оспаривается. Андрейс Пумпурс в эпосе «Лачплесис», а вслед за ним латвийская историография первой половины XX века во главе с Арведом Швабе настаивала на том, что Генрих был латышом (возможно, взятым в детском возрасте на воспитание немцами). Однако в самой «Хронике» её автор последовательно употребляет местоимение «мы», говоря именно о немцах.
Генрих воспитывался в Германии в монастыре августинцев Зегеберг на горе Сеге в Голштинии. Примерно 1205 году он юношей попал в Ригу и позже начал миссионерскую деятельность в Ливонии. В 1208 году Генрих был рукоположён епископом Альбертом в сан священника, получил приход в Папендорфе (нем. Ymera, латыш. Rubene), находящемся в 12 км севернее Вендена, который позже был пожалован ему в ленное владение.
Генрих стал героем поэмы Визмы Белшевицы «Замечания Генриха Латвийского на полях Ливонской хроники» (латыш. Indriķa Latvieša piezīmes uz Livonijas hronikas malām; 1969). Здесь образ латыша-хрониста, вынужденного сочувственно описывать завоевания чуждого ему режима, использован поэтессой, как считается, чтобы выразить её отношение к советскому режиму в Латвии.

## «Хроника Ливонии»
Основная статья: «Хроника Ливонии»

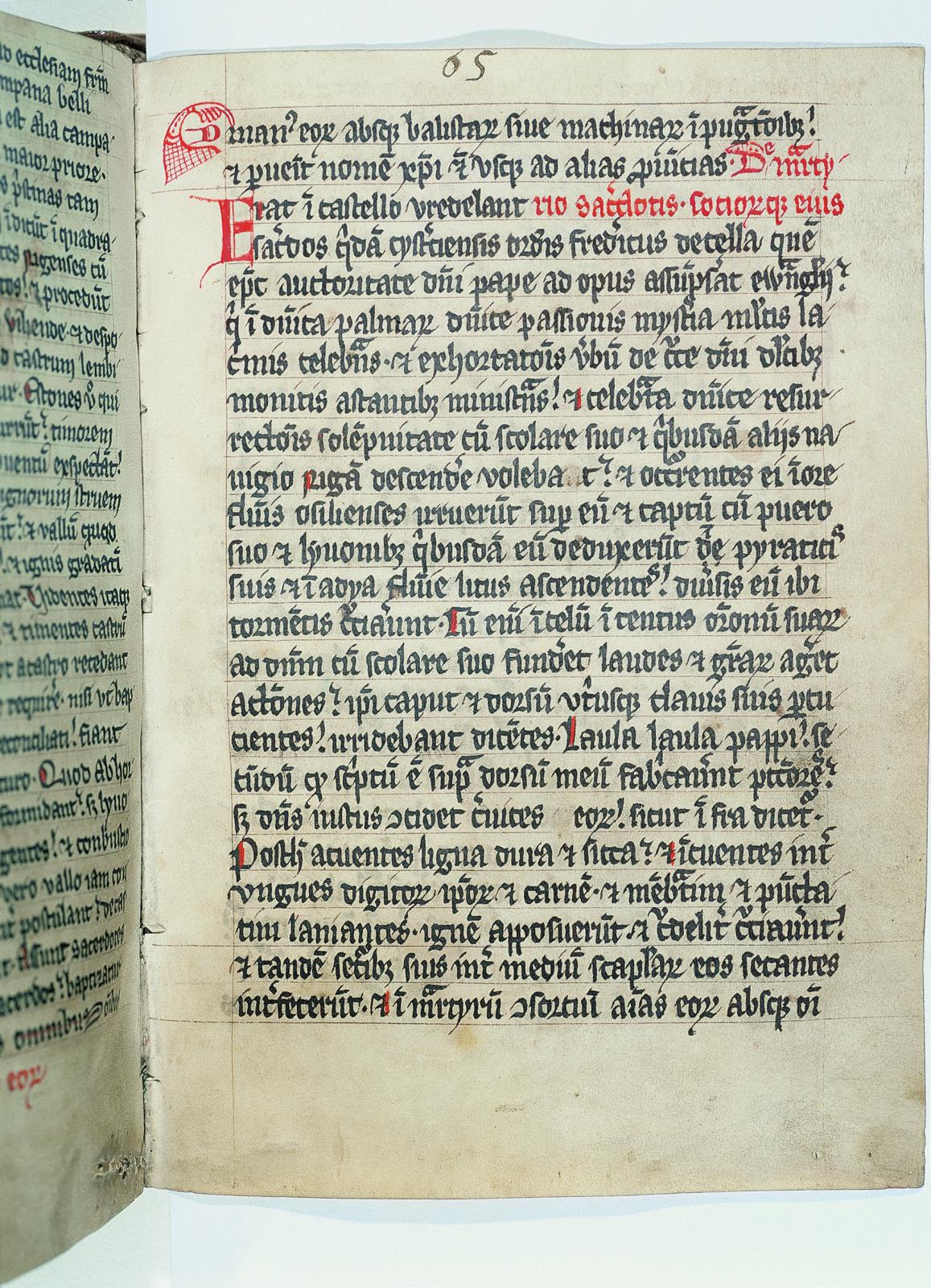
«Хроника Ливонии»

В 1225—1227 годах Генрих составил особую летопись — «Хронику Ливонии» (лат. Chronicon Livoniae, нем. Livländische Chronik), в которой подробно описал события Ливонского крестового похода и историю обращения в христианство племена ливов, земгалов, куршей, латгалов, селов и эстов. Хроника Генриха являются наиболее авторитетным источником по истории Восточной Прибалтики конца XII и начала XIII веков.
Российский историк Д. Г. Хрусталёв считает, что эта хроника была составлена к первому визиту в Ливонию папского легата Вильгельма Моденского и должна была продемонстрировать всему миру успехи рижского епископа Альберта Буксгевдена и Ордена меченосцев в католической колонизации Прибалтики.